# El derviche y la muerte
El derviche y la muerte (bosnio : Derviš i smrt) es considerada una de las novelas más conocidas del escritor yugoslavo Meša Selimović. La obra se publicó por primera vez en 1966 y trata sobre la vida ficticia del jeque Ahmed Nurudin, quien, tras el arresto de su hermano, comienza a tener una visión cada vez más crítica del mundo que lo rodea.

## Trama
La acción tiene lugar en Sarajevo, Bosnia, en el siglo XVIII, que estaba en ese momento bajo el control del Imperio Otomano. La trama se narra desde el punto de vista del respetado jeque Ahmed Nurudin, un derviche de una orden mevleví que vive recluido en un janqa. Su vida discurre apacible, entre las oraciones, la meditación, el sonido del río y el cantar de las aves, con poco contacto con el mundo exterior. Su hermano Harun ha sido encarcelado. Aunque desconoce la razón, el amor filial y los ruegos de su padre hacen que Nurudin abandone la janqa para intentar rescatarlo, lo que abrirá una grieta enorme en los cimientos sobre los que se afianza su vida, haciendo que ésta tome un giro insospechado. El miedo, la duda, la desconfianza, la insatisfacción y el deseo de venganza se apoderan de él en cuanto entra en contacto con las autoridades políticas de la ciudad. "Los detentores del poder, representados principalmente por el cadí y el muselim, habrán de crear una atmósfera de sospechas, de soplones e informantes, de una burocracia abúlica y una impenetrable oscuridad en torno a los procesos de justicia… un auténtico panorama kafkiano sobre el que pende la catástrofe en todo momento. Para poder liberar a su hermano, Nurudin deberá internarse en ese laberinto desdibujado; una suerte de estado policial teocrático que ha sido moldeado por una larga sucesión de figuras de autoridad corruptas". En su búsqueda, conoce a Hasan, un noble venido a comerciante, gracias al cual experimentará la verdadera amistad. El destino, empero, lo pondrá nuevamente a prueba cuando tenga que interceder por su amigo ante una nueva injusticia política. Ya al comiento del libro el protagonista describe su situación: "Mi nombre es Ahmed Nurudin. Me lo dieron y yo lo tomé con orgullo, pero ahora pienso en él con asombro y a veces con sorna, tras una serie de años que se me pegaron como la propia piel, porque la luz de la fe es una soberbia que yo ni siquiera había sentido y ahora me da, incluso, un poco de vergüenza. ¿Qué luz soy yo? ¿Qué es lo que me ilumina? ¿Conocimiento?, ¿un saber superior?, ¿un corazón puro?, ¿un camino correcto?, ¿el no dudar? Todo se pone en duda y ahora soy sólo Ahmed, ni sheij ni Nurudin. Todo se desprende de mí, como vestimenta, como coraza, y queda lo que hubo antes de todo, la piel desnuda y el hombre desnudo."

## Antecedentes
El crítico literario Enver Kazaz comentó el marco histórico de la obra: “Selimović no tuvo un conflicto inmediato con Tito, pero si con los gobernantes comunistas. Toda la familia se había unido a los partisanos. Entonces ella era parte del movimiento de resistencia antifascista. Una primera experiencia negativa con este movimiento fue para Selimović el fusilamiento de su hermano, que sucedió después del final de la guerra. por tomar prestada una cama del "almacén del pueblo" comunista para recibir a su esposa, que regresaba de un campo de concentración fascista [...] el día que le dispararon a su hermano, Meša Selimović recibió una orden del partido para dar un discurso político a un grupo de ciudadanos. Transfiere esta situación a su novela”.

## Crítica
Una reseña en el semanario Die Zeit afirma: “Ahmed Nuridin, jeque de una orden derviche en el Sarajevo del siglo XVIII, informa sobre los últimos meses antes de su muerte [...] Habiendo estado expuesto a las autoridades corruptas que lo habían encarcelado, fue nombrado cadí. Ahora tenía el poder en sus propias manos, siendo obligado a usar los mismos métodos de los que había sido víctima antes. El sufrimiento y el ejercicio del poder llevaron a Nuridin al nihilismo {...} El rotundo éxito de la novela en Yugoslavia se basó, por un lado, en su lenguaje magistral y, por otro, en su carácter alegórico. Se puede leer -con un sentido actual- como una parábola del enfrentamiento del intelectual dubitativo con el poder.
Stephen Schwartz opinó que “Selimovic refinó la técnica del monólogo interno, elaborando un discurso límpido que hace de su derviche un exquisito poema en prosa, cuando no una representación literal de los medios de expresión superiores a los que aspiran los sufíes. (…) Su obra es obviamente lo mejor disponible para la comprensión extranjera de la identidad musulmana bosnia, en el pasado y presente, así como en el futuro".

## Adaptación
La película yugoslava, originalmente titulada Derviš i smrt, se estrenó el 12 de abril. Estrenada en julio de 1974. Bajo el título El derviche y la muerte, se mostró principalmente en alemán en la RDA.

## Publicación
El libro fue escrito entre 1962 y 1966 y publicado por primera vez en 1966. Se dice que un antecedente autobiográfico fue el asesinato del hermano de Meša Selimović debido a una intriga del partido. A pesar del reconocimiento que adquirió El derviche y la muerte, no fue traducido al español ni publicado si no hasta 1988 por la editorial Montesinos.